# Luxemburg op de Olympische Winterspelen 1928
Tijdens de Olympische Winterspelen van 1928, die in Sankt Moritz (Zwitserland) werden gehouden, nam Luxemburg voor de eerste keer deel.

## Deelnemers en resultaten

### Bobsleeën
| Olympiër                                                                        | Discipline  | Resultaat | Prestatie                |
| ------------------------------------------------------------------------------- | ----------- | --------- | ------------------------ |
| Marc Schoetter Raoul Weckbecker Willy Heldenstein Pierre Kämpff Auguste Hilbert | 4/5-mansbob | 20e       | 3.32,7 (1.45,8 / 1.46,9) |

De reserves bij het bobsleeën, A. Pfeiffer en J. Michels namen niet deel.
Argentinië · België · Canada · Duitsland · Estland · Finland · Frankrijk · Groot-Brittannië · Hongarije · Italië · Japan · Joegoslavië · Letland · Litouwen · Luxemburg · Mexico · Nederland · Noorwegen · Oostenrijk · Polen · Roemenië · Tsjecho-Slowakije · Verenigde Staten · Zweden · Zwitserland